# London Tipton
London Leah Tipton er en fiktiv person i Disney Channels tv-serie Zack og Cody's Søde Hotelliv. Hun spilles af Brenda Song.
London Tipton skal tydeligvis forestille en parodi på Paris Hilton, der jo som bekendt også er hotelarving. Dette kan også ses på hendes navn. Tipton er et ordspil med Hilton, og fornavnet London er en analogi til Paris på den måde at begge navne også betegner en europæisk hovedstad.